# Dileep Rao
Dileep Rao est un acteur américain né le 29 juillet 1973, ayant interprété plusieurs rôles pour la télévision et le cinéma, notamment dans Jusqu'en enfer (2009), Avatar (2009) et Inception (2010).

## Biographie
Rao est né à Los Angeles, Californie d'une mère médecin et d'un père ingénieur, tous deux d'origine indienne,. Sa sœur est professeur à l'université de New York. Il a grandi à Yanbu en Arabie saoudite, à Denver dans le Colorado et à  Claremont en Californie. Il est diplômé du lycée de Claremont et de l'université de Californie à San Diego, avec les titres de BA et de MFA décernés par l'American Conservatory Theater de San Francisco (où il a été le compagnon de classe d'Anna Belknap et d'Elizabeth Banks).
Après l'obtention de ses diplômes, Rao a décroché un premier rôle dans la pièce Indian Ink de Tom Stoppard. Rao a ensuite déménagé à Los Angeles et a joué pour plusieurs théâtres de la région, y compris pour le Berkeley Rep, South Coast Repertory et le Manhattan Theater Club.

## Filmographie

### Cinéma
- 2009 : Jusqu'en enfer de Sam Raimi : Rham Jas (VF : Christophe Lemoine et VQ : Patrice Dubois)
- 2009 : Avatar de James Cameron : Dr Max Patel (VF : Luc Boulad)
- 2010 : Inception de Christopher Nolan : Yusuf (VF : Gilles Morvan et VQ : Tristan Harvey)
- 2014 : Murder of a Cat (en) de Gillian Greene : Dr Mundhra
- 2015 : Beeba Boys (en) de Deepa Mehta : Kash Sood
- 2022 : Avatar : La Voie de l'eau de James Cameron : Dr Max Patel

Légende : VF = Version Française et VQ = Version Québécoise

### Télévision
- 2006 - Standoff : Robert
- 2008 - Brothers & Sisters : Arlo Natterson
- 2012 - Childrens Hospital : Glenn Richard (1 épisode)
- 2013 - Touch : Vikash Nayar (2 épisodes)
- 2015 - For the Defense (téléfilm) : Sanjay Paramesh
- 2015 - Z Nation - Odegard (1 épisode)

## Anecdotes
Il a participé  à l'émission américaine Jeopardy! le 7 juin 2002 et a remporté la somme de 34 000 dollars. Le 8 juin 2008, Rao a été tiré au sort parmi 1 600 candidats pour participer au jeu NPR Weekend Edition Sunday puzzle animé par Will Shortz, jeu que Rao a déclaré avoir suivi depuis des années.